# Contreras, Veracruz
Contreras är en ort i Mexiko.   Den ligger i kommunen Ixcatepec och delstaten Veracruz, i den sydöstra delen av landet, 230 km nordost om huvudstaden Mexico City. Contreras ligger 149 meter över havet och antalet invånare är 126.
Terrängen runt Contreras är lite kuperad. Runt Contreras är det ganska tätbefolkat, med 67 invånare per kvadratkilometer. Närmaste större samhälle är Ixcatepec, 4,0 km sydost om Contreras. Trakten runt Contreras består till största delen av jordbruksmark.